# Le Train en fête de Minnie
Le Train en fête de Minnie est une parade présentée au parc Disneyland de 2009 à 2010.

## La parade
Apparue le 4 avril 2009 en même temps que La Fête magique de Mickey, elle a été présentée jusqu'au 7 mars 2010.
Cette petite parade se présente sous la forme d'un train composé d'une locomotive, d'un tender et de trois wagons plateformes. Dans cette version, Minnie Mouse est en tête et emmène avec elle Mickey Mouse, Donald Duck, Tic et Tac, Dingo, Pluto ainsi que d'autres personnages issus des classiques Disney. Le véhicule passe plusieurs fois par jour dans le parc, en remontant Main Street, USA sur le parcours de la parade classique, mais en sens inverse.
Ce train est issu à l'origine comme une des unités de la Parade du monde merveilleux de Disney où il représentait Casey Junior. Il prend part à la parade Disney Toon Circus en tant que char. Au fil du temps il a été réutilisé pour de nombreuses petites parades dont la parade des princesses en 2006, le Train des personnages Disney en 2007, le Train en fête de Minnie en 2009, Disney All Stars Express en 2010, Disney Dance Express en 2011, le Train Disney du 20e anniversaire en 2012 et 2013 et le Petit Train du printemps de Minnie en 2015.